# Hematofagi

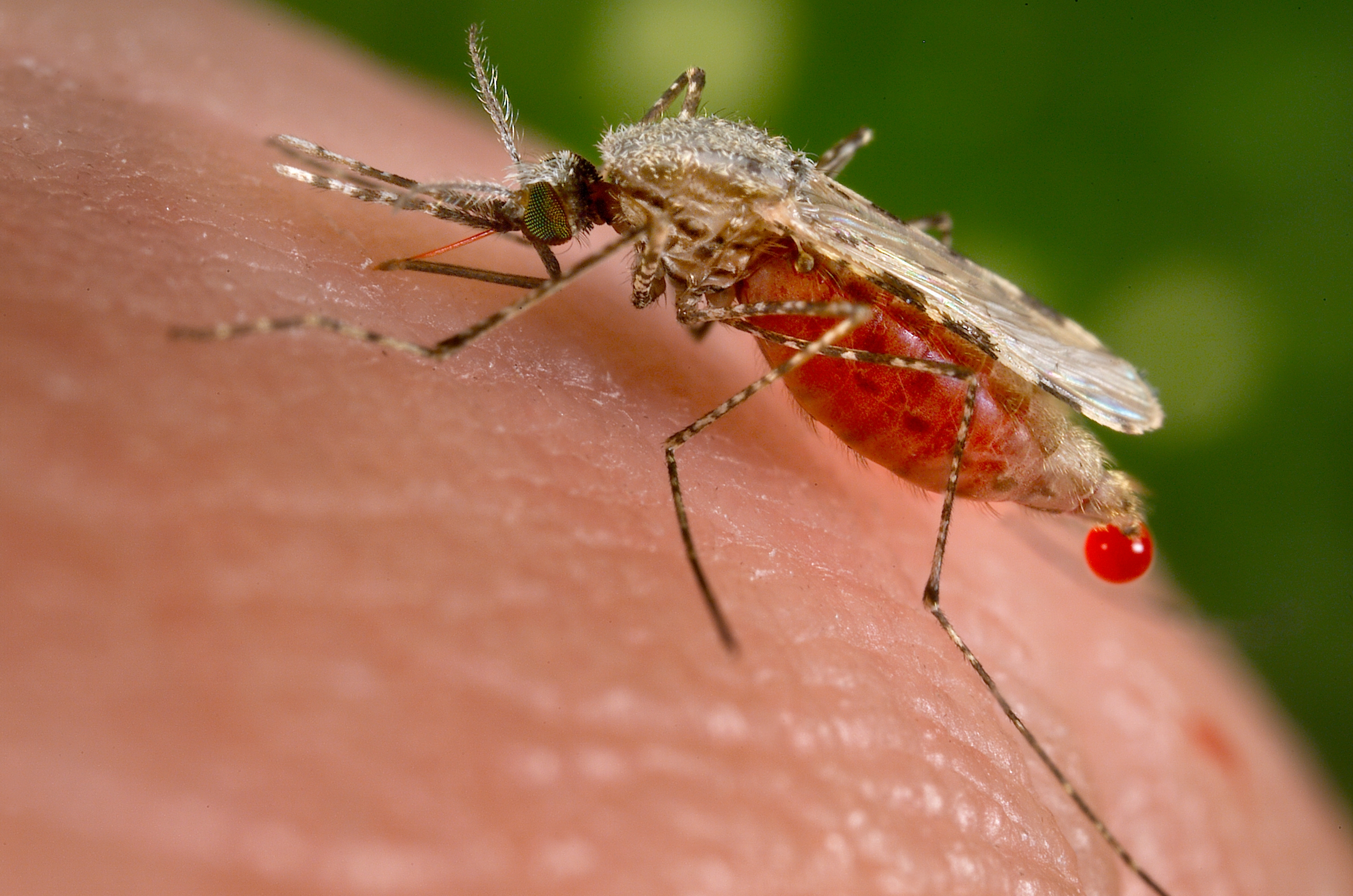
En mygga av arten Anopheles stephensi som tar sig en slurk blod från en människa genom sin proboscis. Denna mygga är en vektor för malaria med utbredning från Egypten till Kina.

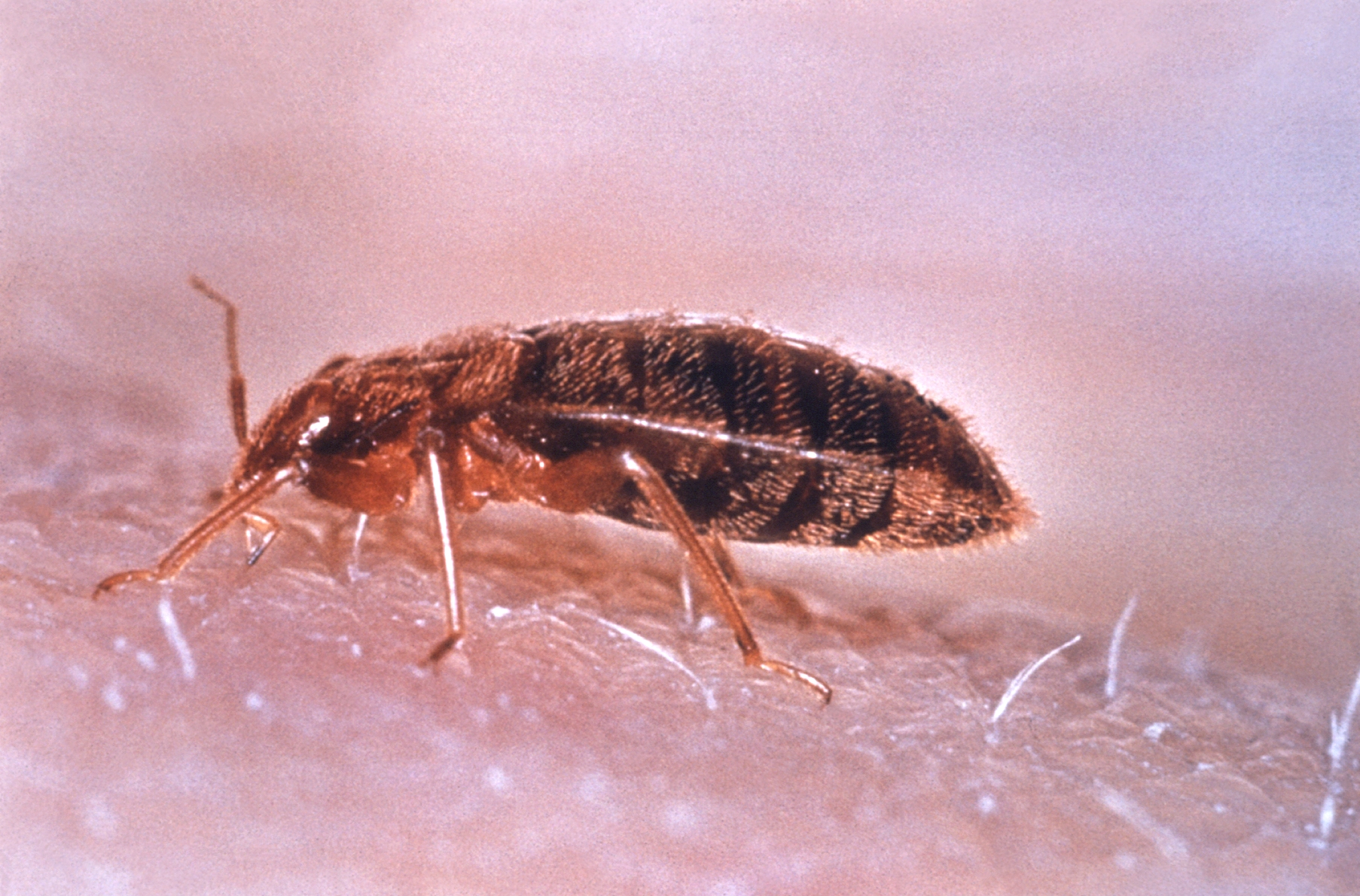
En vägglus (Cimex lectularius).

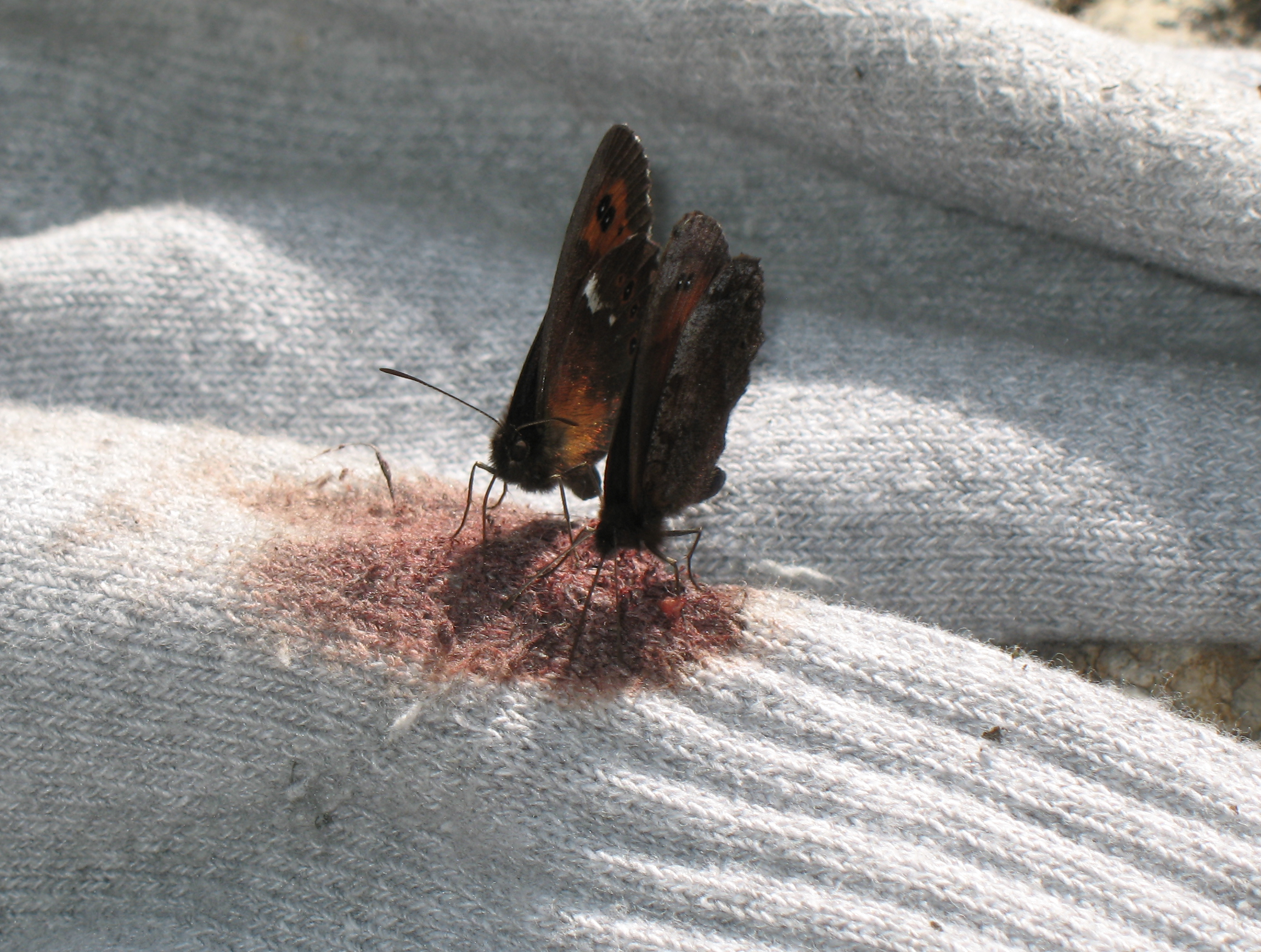
Fjärilar som suger blod från en strumpa.

Hematofagi (från grekiska αἷμα haima, "blod" och φαγεῖν phagein, "äta") är en beteckning för att ange förhållandet att en organism livnär sig på blod. Eftersom blod är rikt på protein och fett och kan erhållas utan större ansträngning förekommer hematofagi utbrett hos mindre djur som maskar och leddjur. Vissa hakmaskar, exempelvis Ancylostoma, lever i matsmältningskanalen av blod som sugs från kapillärerna i tarmen och ungefär 75% av alla iglar (till exempel blodigel) är hematofaga. Vissa fiskar, som nejonögon och candiru, däggdjur, speciellt vampyrfladdermöss, och fåglar, som spetsnäbbad darwinfink, Espanolahärmtrast och oxhackare, nyttjar också hematofagi.